# Rudolf van Lippe-Brake
Rudolf (Brake, 10 mei 1664 – aldaar, 27 oktober 1707) was graaf van Lippe-Brake van 1657 tot 1707. Hij was de oudste zoon en opvolger van graaf Casimir van Lippe-Brake.
Hij ging in ondertrouw op 4 november 1691 en trouwde op 17 december 1691 te Kleinern met Dorothea van Waldeck (Waldeck, 6 juli 1661 – Brake, 23 juli 1702), dochter van graaf Christiaan Lodewijk van Waldeck-Wildungen. Uit dit huwelijk werd een dochter geboren:
- Amalia Charlotte (Brake, 9 november 1692 – na 12 november 1703), geestelijke

Na zijn overlijden werd hij opgevolgd door zijn neef Lodewijk Ferdinand.